# Santuario Virgen de Fátima (Ecuador)
El Santuario de Nuestra Señora de Fátima, está ubicado en lo alto del cerro María Guare. Fue construido por una comunidad religiosa coreana a cargo del sacerdote Pablo María Choi, actualmente párroco de esta comunidad. Toda su edificación posee un significado, como sus dimensiones de 33 metros de largo por 33 metros de ancho que simbolizan la edad de Cristo en la crucifixión, las cuatro columnas de entrada que representan los cuatro evangelios (Juan, Lucas, Mateo y Marcos), los doce asientos que lucen al lado del púlpito en representación a los 12 apóstoles y así con el resto de su edificación. Es también un lugar de peregrinación y muy concurrida por devotos tanto nacionales como extranjeros, principalmente provenientes de Portugal. Este Santuario es parte de la denominada Ruta de las iglesias que recorre con una procesión de 3 km a orillas del mar. Esta actividad es parte de las tradiciones religiosas de los habitantes de la costa peninsular.
Fue inaugurado el 8 de diciembre del 2000, construido con  recursos de los coreanos católicos residentes en Ecuador y Estados Unidos. También aportaron la comuna de Palmar y otros ecuatorianos devotos de la Virgen. Su edificación la impulsó su actual párroco, el coreano Pablo María Choi. El templo lo diseñó el arquitecto quiteño Eduardo Arteaga, cuya configuración se enmarca en la nueva estética de la Iglesia Católica de este milenio. Tiene capacidad para 800 personas y 5 salas de catequesis y oficinas parroquiales.